# Омские крылья
«Омские крылья» — российский хоккейный клуб из города Омска. С 2021 года выступает в ВХЛ.

## История

### Создание команды
Команда создана в 2021 году на базе хоккейной академии «Авангард». Главным тренером клуба назначен Константин Курашев.

### Сезон-2021/22
Главной задачей клуба на сезон являлась обкатка молодых хоккеистов академии во взрослом хоккее с целью получения ими игрового опыта в профессиональном хоккее на высшем уровне.
По итогам регулярного чемпионата клуб занял 23-е место, набрав 40 очков в 52 играх.

### Сезон-2022/23
Клуб продолжил выступление в ВХЛ в сезоне-2022/23. Команда сохранила основной костяк. 13 мая 2022 года новым главным тренером назначен Евгений Фёдоров.
По итогам регулярного чемпионата клуб занял 23-е место, набрав 41 очко в 50 играх.

### Сезон-2023/24
Клуб продолжил выступление в ВХЛ в сезоне-2023/24.
1 мая 2023 года новым главным тренером команды назначен Владимир Филатов.
6 октября 2023 года главным тренером команды назначен Рамиль Сайфуллин.
По итогам регулярного чемпионата клуб занял 24-е место, набрав 48 очков в 56 играх.

### Сезон-2024/25
19 декабря 2024 года главным тренером команды назначен Андрей Евстафьев.
По итогам регулярного чемпионата клуб занял 26-ое место, набрав 62 очка в 64 играх.
13 мая 2025 года новым главным тренером команды назначен Луи Робитайл.
29 июля 2025 года клуб заявил об изменении логотипа.

## Руководство
- Председатель Совета директоров — Евгений Кожевников
- Генеральный директор — Герман Чистяков

## Тренерский штаб
- Главный тренер — Луи Робитайл
- Тренер — Андрей Рычагов
- Тренер — Эдуард Волков
- Тренер вратарей — Лев Куземченко
- Тренер-видеооператор — Кирилл Бурковский

## Главные тренеры
- Константин Курашев — 2021 — 1 мая 2022 года
- Евгений Фёдоров — 13 мая 2022 — 30 апреля 2023
- Владимир Филатов — 1 мая 2023 — 5 октября 2023
- Рамиль Сайфуллин — 6 октября 2023 — 19 декабря 2024
- Андрей Евстафьев — 19 декабря 2024 — 13 мая 2025
- Луи Робитайл — с 13 мая 2025

## Достижения

### Межсезонные
Кубок Прикамья
- Победитель: Пермь, 2022

Турнир памяти Моисеева Ю. И.
- Второе место: Казань, 2023

Кубок губернатора Алтайского края
- Победитель: Барнаул, 2023
- Второе место: Барнаул, 2024

## Спонсоры и партнёры
- «Газпром нефть»
- «G-Drive топливо»
- «G-Eneregy»
- «Октава»
- «KDL»

## Статистика выступлений

### Результаты выступления в ВХЛ
И — количество проведённых игр, В — выигрыши в основное время, ВО — выигрыши в овертайме, ВБ — выигрыши в послематчевых буллитах, ПБ — проигрыши в послематчевых буллитах, ПО — проигрыши в овертайме, П — проигрыши в основное время, Ш — соотношение забитых и пропущенных голов, О — количество набранных очков. 
| Сезон   | И    | В  | ВО | ВБ | ПБ | ПО | П  | Ш       | О  | Результат в плей-офф |
| ------- | ---- | -- | -- | -- | -- | -- | -- | ------- | -- | -------------------- |
| 2021/22 | 52   | 12 | 1  | 5  | 1  | 3  | 30 | 130-187 | 40 | В плей-офф не играли |
| 2022/23 | 50   | 16 | 1  | 2  | 2  | 1  | 28 | 123-153 | 41 | В плей-офф не играли |
| 2023/24 | 56   | 14 | 5  | 2  | 4  | 2  | 29 | 143-184 | 48 | В плей-офф не играли |
| 2024/25 | \|64 | 20 | 3  | 4  | 1  | 7  | 29 | 160—209 | 62 | В плей-офф не играли |

### Логотип

Логотип ХК «Омские крылья» с 2021 по 2025 год

## Символика

### Клубные цвета
| Красный | Чёрный | Золотой | Белый |

## Трансляция
Трансляции матчей ведутся на телеканалах КХЛ-ТВ и Омского 12 канала.